# Subgénero
Subgénero é uma categoria taxonómica, imediatamente abaixo de género, utilizada nos sistemas de classificação biológica dos seres vivos. É escrita com a inicial maiúscula e fica posicionada entre parênteses no meio do género e do epíteto específico, de acordo com o Código Internacional de Nomenclatura Zoológica. Já o Código Internacional de Nomenclatura Botânica define que o sugénero deve ser grafado como epíteto na forma Género subg. subgénero, ou seja, o subgénero nominotípico de Rhododendron L. deve ser escrito Rhododendron L. subg. Rhododendron.

## Zoologia
No respeito pelo estabelecido no Código Internacional de Nomenclatura Zoológica, um nome subgenérico pode ser usado independentemente ou incluído no binome da espécie, sendo nesse caso colocado num parêntese entre o nome genérico e o epíteto específico. Portanto o subgênero não faz parte do nome da espécie, diferentemente da subespécie, que quando empregada gera um trinômio.